# Andrés Herrera
Andrés Felipe Herrera González (* 6. Mai 1996) ist ein kolumbianischer Squashspieler.

## Karriere
Andrés Herrera spielte 2015 erstmals vermehrt auf der PSA Squash Tour und gewann auf dieser bislang einen Titel. Seine höchste Platzierung erreichte er mit Rang 93 am 18. September 2023.
Bei den Panamerikanischen Spielen gewann er 2015 an der Seite von Juan Vargas die Goldmedaille im Doppel. 2019 sicherte er sich in Lima mit der Mannschaft die Bronzemedaille. 2017 und 2022 wurde er mit Vargas im Doppel Panamerikameister und sicherte sich diesen Titel 2022 auch mit der Mannschaft.

## Erfolge
- Panamerikameister im Doppel: 2017 und 2022 (jeweils mit Juan Vargas)
- Panamerikameister mit der Mannschaft: 2022
- Gewonnene PSA-Titel: 1
- Panamerikanische Spiele: 1 × Gold (Doppel 2015), 1 × Bronze (Mannschaft 2019)
- Südamerikaspiele: 1 × Gold (Doppel 2022), 1 × Bronze (Mannschaft 2022)
- Zentralamerika- und Karibikspiele: 4 × Silber (Doppel 2014 und 2018, Mannschaft 2014 und 2018)